# (168700) 2000 GE147
2000 جي إي 147 (ويعرف أيضًا باسم (168700) 2000 جي إي 147 وفق تسمية الكوكب الصغير) (بالإنجليزية: 2000 GE147)‏ هو كويكب ضمن حزام الكويكبات؛ وترتيبه 168700 من حيث الاكتشاف.
اكتُشف هذا الجُرم الفلكي بواسطة سكوت شيبارد في 2 أبريل 2000.

## وصلات خارجية
- (168700) 2000 GE147 في قاعدة بيانات مختبر الدفع النفاث لأجرام النظام الشمسي الصغيرة

- الاكتشاف · مخطط المدار ·  العناصر المدارية · المعلمات المادية

- (168700) 2000 GE147 على موقع ويكي سكاي: DSS2, SDSS, GALEX, IRAS, Hydrogen α, X-Ray, Astrophoto, Sky Map, Articles and images